# HD 85505
HD 85505，又名BD+00 2573，SAO 117960、HR 3907，是一颗恒星，视星等为6.35，位于銀經237.51，銀緯39.2，其B1900.0坐标为赤經9h 47m 4.4s，赤緯+0° 39.2′ 44″。